# 中田達也
中田 達也（なかた たつや）は、日本の応用言語学者、第二言語習得研究者、英語教育者。立教大学教授。専門分野は、第二言語習得語彙習得論、およびコンピューターを使った外国語学習。

## 経歴
立教高等学校を経て、2002年立教大学文学部英米文学科卒業。2005年3月東京大学大学院総合文化研究科言語情報科学専攻修了、修士（学術）。2013年12月ヴィクトリア大学ウェリントン School of Linguistics and Applied Language Studies 修了、PhD in Applied Linguistics（応用言語学博士）。
2015年4月関西大学外国語学部外国語学科助教、2016年4月准教授。2019年4月法政大学文学部英文学科准教授。2020年4月立教大学異文化コミュニケーション学部・異文化コミュニケーション研究科准教授、2022年4月立教大学英語教育研究所所長、2023年4月立教大学異文化コミュニケーション学部・異文化コミュニケーション研究科教授。

## 人物
学生からは、「なかたンゴ」と呼ばれている。

## 研究
外国語の語彙習得に影響を与える要因（学習の間隔・種類・頻度など）について主に研究を行っている。また心理学の知見を外国語学習に応用する必要性を唱える。
NHK「世界へ発信! ニュースで英語術」制作協力(e-learning問題作成担当)。著作に『英単語学習の科学』（研究社、単著）、『Encyclopedia of Applied Linguistics』(Wiley-Blackwell・分担執筆)、『Cambridge Handbook of Corrective Feedback in Language Learning and Teaching』(Cambridge University Press・分担執筆)、『Routledge Handbook of Vocabulary Studies』(Routledge・分担執筆)、『実践例で学ぶ第二言語習得研究に基づく英語指導』(大修館書店・分担執筆)、『朝倉日英対照言語学シリーズ発展編2心理言語学』(朝倉書店・分担執筆)、『ミミタン』(学研プラス・共著)、『ワン単』(学研教育出版・共著)、『TOEIC L&R TEST ベーシックアプローチ』(三修社・共著)など。 英単語学習ソフト「なかたンゴ」を開発した。

## 著作

### 著書
- 中田達也『英単語学習の科学』研究社（原著2019年4月19日）。ISBN 978-4327452896。
- 中田達也他『英語学習の科学』研究社（原著2022年4月25日）。ISBN 978-4327453077。
- 中田達也『英語は決まり文句が8割 今日から役立つ「定型表現」学習法』講談社〈講談社現代新書〉（原著2022年8月18日）。ISBN 978-4065293461。
- 中田達也『最新の第二言語習得研究に基づく 究極の英語学習法』KADOKAWA（原著2023年9月15日）。ISBN 978-4046063496。

その他、共同開発による単語帳、学習教材、大学教科書など多数。

### 論文
- Nakata, T. (2011). Computer-assisted second language vocabulary learning in a paired-associate paradigm: A critical investigation of flashcard software. Computer Assisted Language Learning, 24, 17-38. (Routledge)
- Nakata, T. (2013). Web-based lexical resources. In C. Chapelle (Ed.) Encyclopedia of Applied Linguistics (pp. 6166–6177). Oxford, UK; Wiley-Blackwell.
- Nakata, T. (2015). Effects of feedback timing on second language vocabulary learning: Does delaying feedback increase learning? Language Teaching Research, 19, 416-434.
- Nakata, T. (in press). Effects of expanding and equal spacing on second language vocabulary learning: Does gradually increasing spacing increase vocabulary learning? Studies in Second Language Acquisition. (Cambridge Univ. Press)
- Nakata, T., & Webb, S. A. (in press). Does studying vocabulary in smaller sets increase learning? The effects of part and whole learning on second language vocabulary acquisition. Studies in Second Language Acquisition. (Cambridge Univ. Press)